# Armeedenkzeichen 1866

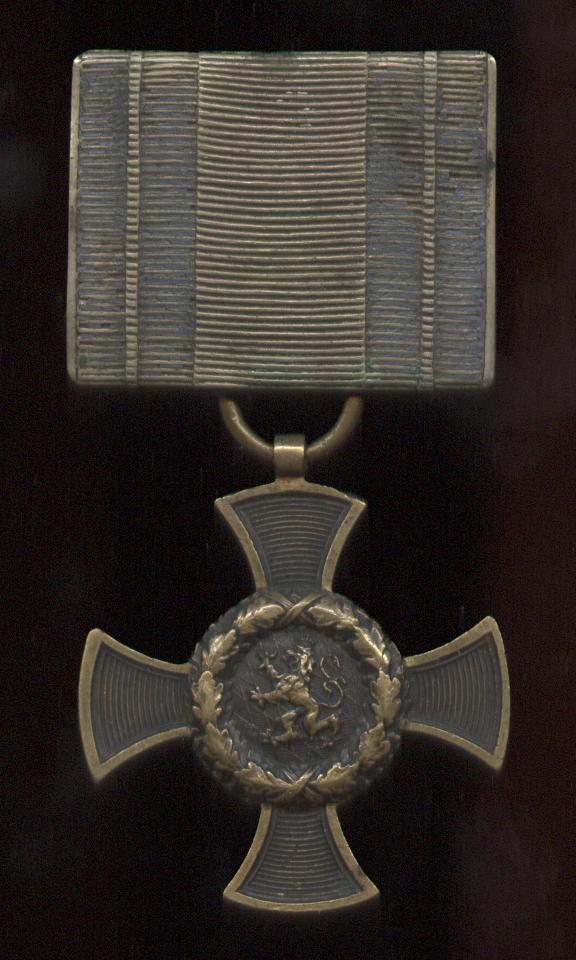
Bayern, Armeedenkzeichen 1866, Vorderseite. Die geprägte, lackierte Bandspange ist eine zeitgenössische Sonderanfertigung.

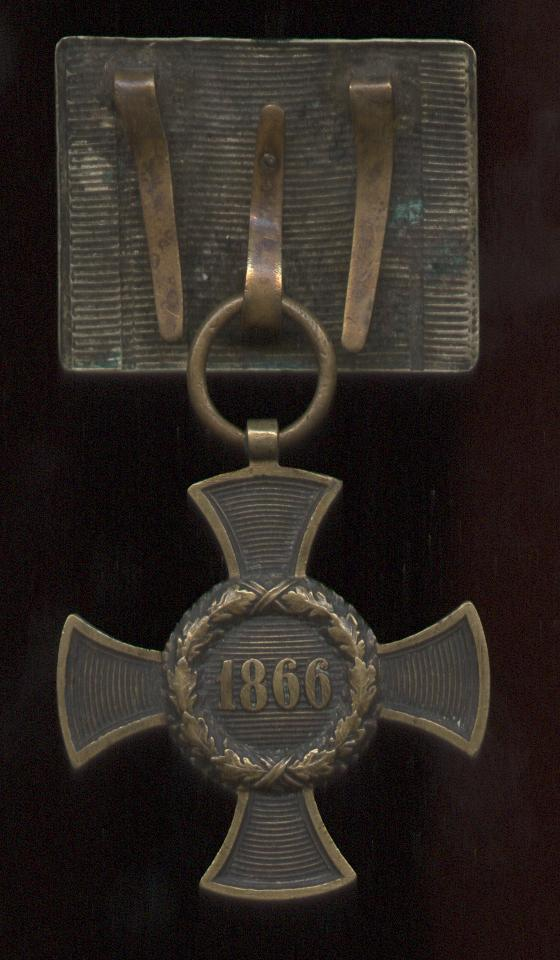
Bayern, Armeedenkzeichen 1866, Rückseite.

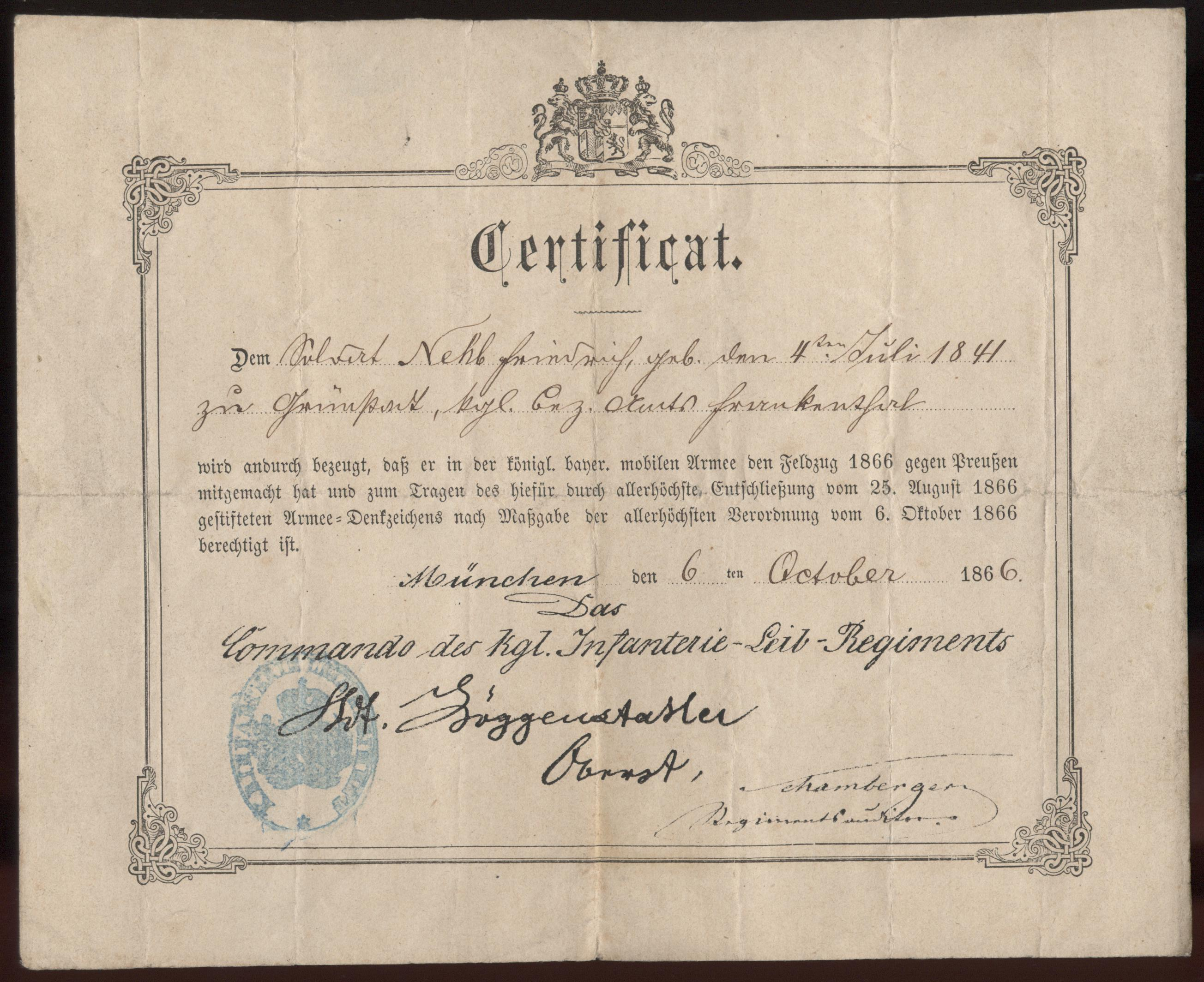
Bayern, Armeedenkzeichen 1866, Verleihungsurkunde für einen Soldaten im Infanterie Leib-Regiment, München, aus Grünstadt, Pfalz.

Das Armeedenkzeichen 1866 ist ein bayerisches Erinnerungskreuz für die Teilnehmer am Feldzug 1866.

## Stiftung
Das Ehrenzeichen wurde am 25. August  1866 von König Ludwig II. von Bayern gestiftet:

„...zum Andenken an den Feldzug dieses Jahres, für alle diejenigen, welche denselben mitgemacht und an seinen Strapazen und Gefahren teil genommen haben.“

 Das Kreuz wurde daher nur an Angehörige der mobilen Armee, nicht aber an in der Etappe tätig gewesene Offiziere und Mannschaften verliehen.

## Beschreibung
Das bronzene Kreuz hat dunkel gebeizte, schraffierte, nach außen leicht geschweifte Arme, deren erhöhte Ränder in heller Bronze hervortreten.  
Vorderseite: Im Medaillon, innerhalb eines oben und unten gebundenen Eichenkranzes, der nach links schreitende, gekrönte Löwe auf Rautengrund. 
Rückseite: Im Medaillon, innerhalb eines oben und unten gebundenen Eichenkranzes, die erhöht, in heller Bronze hervortretende Jahreszahl „1866“.
Band: 35 mm breit, weiß, mit zwei himmelblauen, je 4,5 mm breiten Seiten- und Randstreifen, zwischen diesen je ein weißer Strich von 1 mm Breite. 
Trageweise: Auf der linken Brust.

## Sonstiges
Es gab eine größere, vergoldete und mehrfarbig emaillierte Sonderanfertigung als Halsorden,  für Prinz Carl von Bayern (Großonkel König Ludwig II.),  den seinerzeitigen Kommandeur des 7. Deutschen Bundes Armeekorps. Das Unikat wurde von dem Prinzen aber nie getragen, da er sich nach dem unglücklichen Verlauf des Mainfeldzugs 1866 von allen militärischen Ämtern zurückzog und 1875 starb. Es kam in die Sammlung des Bayerischen Armeemuseums.  